# Escape room

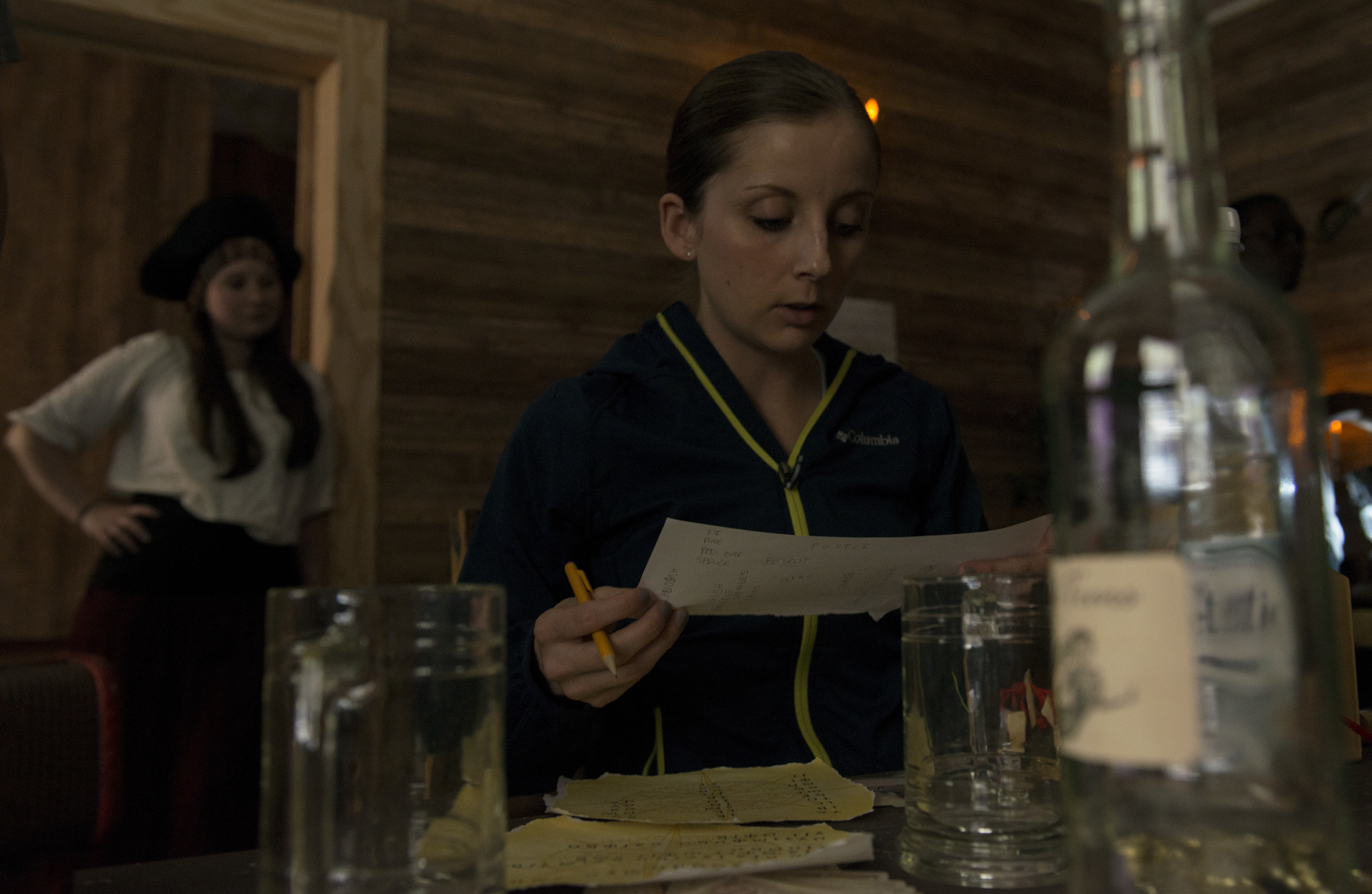
Giocatrice intenta a risolvere un enigma

Un'escape room, o gioco di fuga dal vivo, è un gioco di logica che si vive in prima persona nel quale i partecipanti, una volta rinchiusi in una stanza allestita a tema, devono cercare una via d'uscita utilizzando ogni elemento della struttura, cercando codici e indizi al fine di risolvere gli enigmi rompicapo e indovinelli che si susseguono. Per poter completare con successo il gioco, i partecipanti - che solitamente variano da 2 a 10 persone - devono collaborare tra loro per trovare la soluzione che li porterà alla via di fuga, tutto  entro un limite di tempo prestabilito, di solito 60 minuti, in alcune strutture anche maggiore.
L'obiettivo dell'avventura è quello di far vivere in prima persona un'avventura che stimola la mente, l’intuito, la logica . Molto utilizzata anche per il team building: la collaborazione tra tutti i partecipanti è un fattore indispensabile per risolvere gli enigmi e completare con successo il gioco.

## Storia

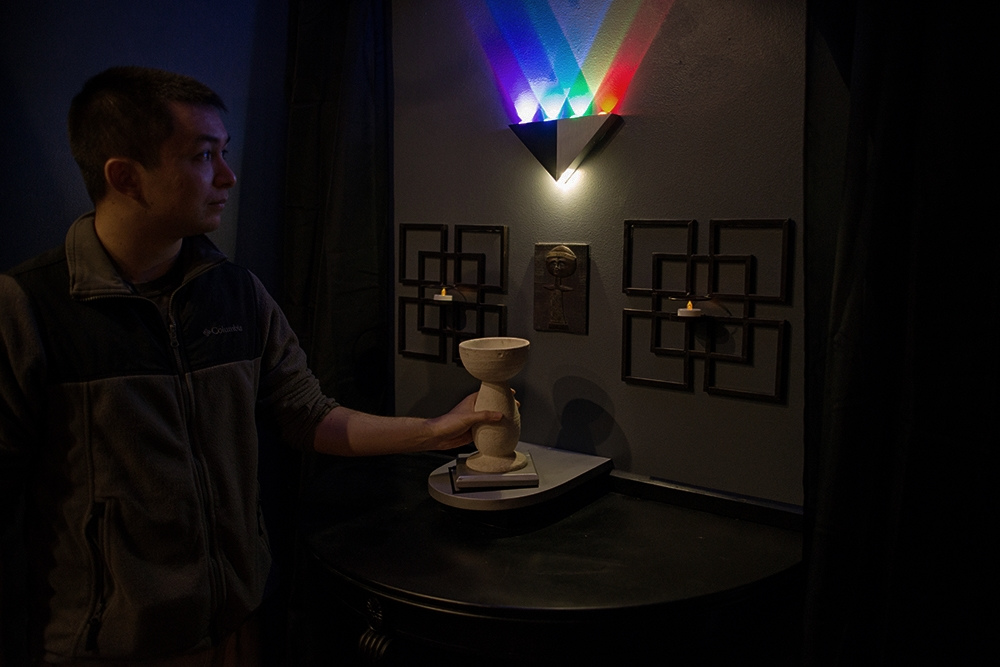
Risoluzione di un puzzle in una Escape Room

Tra i predecessori delle escape room ci sono stati diversi programmi televisivi il cui format presentava un'area contenente puzzle o sfide di diverso tipo da superare, per esempio le serie britanniche Now Get Out of That (1981), The Adventure Game (1980), The Crystal Maze (1990) o la francese Fort Boyard (1990).
La prima escape room generalmente riconosciuta e da cui si è diffuso il genere è stata creata da Takao Katoe, che iniziò nel 2008 a proporre il リアル脱出ゲ (Riaru dasshutsu ge? "Gioco reale di fuga"), ospitato in bar e altri locali che venivano riempiti di oggetti e indizi. I partecipanti al gioco (intorno alle venti persone divise in squadre) dopo una breve introduzione dovevano capire quali erano gli enigmi e risolverli, ricevendo come ricompensa ulteriori indizi ed oggetti, per esempio identificando il nome di una ragazza si riceveva un gettone, che introdotto in una macchinetta dava un foglietto con un altro indizio. Takao ha attribuito l'idea del gioco al desiderio che aveva provato da ragazzino di poter vivere in prima persona le avventure strane e meravigliose dei romanzi e manga, sia a un gioco che faceva con la famiglia.
A partire dal 2010 la SCRAP organizzò altre escape room a Pechino, Shangai  e Singapore e per il 2012 aveva organizzato oltre 2.300 sessioni a cui avevano partecipato più di 10.000 giocatori. Nel 2012 un amico di Takao, Kazuya Iwata, aprì la Real Escape Game negli Stati Uniti a San Francisco, ottenendo circa 6.000 visitatori nel primo anno. Il gioco si diffuse in altre città statunitensi, tra le prime la LiveGame Escape aprì a Las Vegas gestita da tre amici che avevano visto il gioco ad Hong Kong e la Escape the Room NYC a New York City.
Nel 2003 in Spagna Differend Games apre le porte di Négone prima a Getafe con "La Maquina" e nel 2005 a Madrid con "La Fuga". In Europa ha aperto per primo nel 2011 in Ungheria a Budapest Parapark, una franchise cresciuta fino a 20 locazioni in Europa e Australia. Il fondatore Attila Gyurkovics afferma di averla creata indipendentemente, basandosi sulla sua esperienza di personal trainer, senza essere a conoscenza dei giochi giapponesi. 
Nel corso degli anni, il gioco è diventato sempre più popolare non solo in Asia e nel Nord America, ma anche in Asia, Oceania ed Europa. Le prime escape room permanenti in locazioni fisse sono state aperte in Asia, e a seguito negli altri continenti.
Dal 2014, partendo da Firenze con AdventureRooms, il gioco ha preso piede anche in Italia. L'Italia ha avuto anche un primato: a Milano infatti, dal dicembre 2016 all'ottobre 2019, era presente la più grande escape room d'Europa, chiusa però dalle autorità per inadempienze nel rispetto delle norme di sicurezza. Sul finire del 2015, nel mondo si contano quasi 3 000 escape room, ciascuna delle quali viene allestita in una varietà di luoghi immaginari come prigioni, uffici, laboratori, manicomi e monasteri.

## Struttura

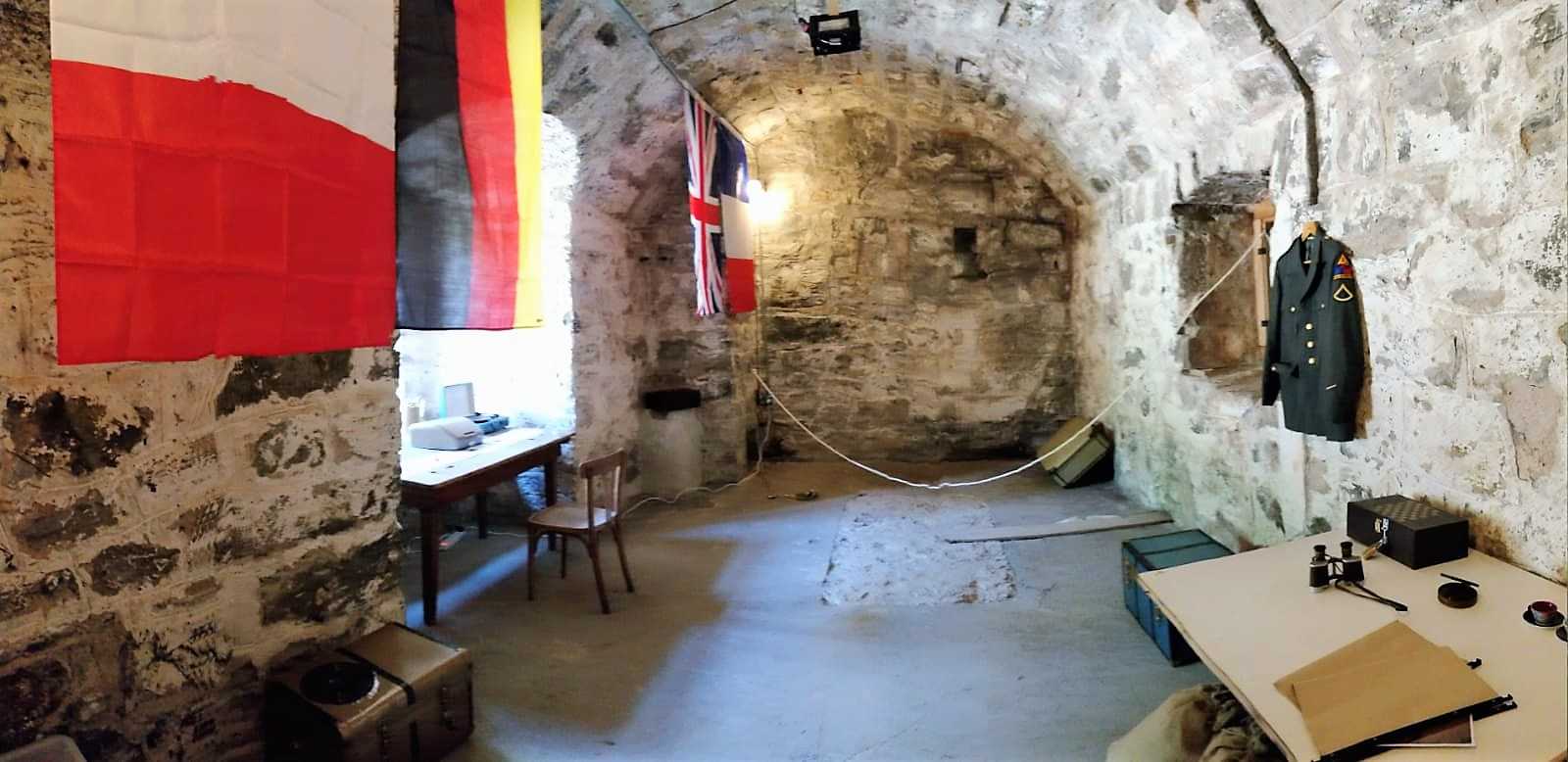
Esempio di ambientazione di una escape room

In una tipica escape room i giocatori si trovano all'interno di una stanza da cui devono riuscire ad uscire risolvendo una serie di puzzle ed enigmi, che li portano man mano fino alla scoperta dell'uscita. L'escape room può non avere un tema ed essere semplicemente una serie di enigmi da risolvere senza un filo conduttore tematico a guidarlo, in questo caso si parla di puzzle room, avere un tema che guida il tipo di indizi ed enigmi (thematic room), costruire una storia in cui i giocatori assumono ognuno un ruolo (narrative room) e infine le hypernarrative room in cui le scelte dei giocatori e le soluzioni trovate influiscono direttamente sulla trama.
La maggior parte delle escape room offrono una trama e sono precedute da una breve introduzione che illustra la situazione del gioco e come i giocatori vi siano finiti. Talvolta hanno anche una scena di chiusura che chiude le fila della trama al termine del gioco. Le stanze sono giocate in una prospettiva in prima persona in cui i giocatori devono di solito trovare indizi ed oggetti e interagire con essi. Solitamente le stanze hanno stadi multipli che devono essere risolti per far avanzare la trama.
Le avventure sono di solito giocate al chiuso, possono variare da escape room ad altre ma in media durano dai 30 min le più facili, alle 2 ore quelle più intriganti e complesse.
Il numero minimo di giocatori è generalmente di due e può arrivare fino a otto, anche se ci sono eccezioni che possono portare ad un numero maggiore di giocatori. Alcune escape room formano squadre con giocatori che non si conoscono per arrivare fino al minimo di giocatori richiesto.
Una nuova tipologia di escape room è quella competitiva, in cui due squadre gareggiano attraverso enigmi disseminati nel medesimo ambiente. Alle squadre è assegnato un punteggio per ciascun enigma risolto correttamente ed esiste un unico enigma finale, che permette pertanto di terminare il gioco a una sola squadra.
Generalmente le escape room hanno un'interfaccia minimalistica, una musica ambientale per stabilire l'atmosfera del gioco e alle volte delle comparse per rendere l'esperienza più immersiva. Questi elementi sono generalmente usati per aumentare il senso di isolamento dei giocatori.

## Escape room in scatola
Il successo delle escape room ha risvegliato l'interesse degli editori di giochi da tavolo che hanno proposto titoli ispirati alle loro meccaniche. Ogni gioco contiene una o più avventure da giocare in solitario o in collaborazione con gli altri giocatori: ogni avventura è giocabile una sola volta.
Nelle prime scatole i materiali sono quasi tutti cartacei (mappe, lettere, buste sigillate, etc...), ogni enigma è un quesito di logica al quale rispondere: a differenza delle escape room "dal vivo" non vi sono delle vere e proprie prove fisiche da superare, ma solo enigmi da risolvere. In sostanza è un gioco da tavolo a "tema" escape room.
La prima casa editrice a provare la strada delle escape room in scatola è stata la casa editrice americana ThinkFun con Escape the Room: Mystery at the Stargazer's Manor presentato come prototipo alla Fiera del giocattolo di Norimberga del 2015 e commercializzato nel 2016 in tutto il mondo. I giocatori devono risolvere una serie di quesiti contenuti in buste sigillate per riuscire a sfuggire dal maniero.
A Natale 2016 la Kosmos pubblica in Germania i primi giochi della serie Exit (Exit das Spiel) ideati da Inka Brand e Markus Brand. Ogni gioco contiene una serie di carte, un disco di decodifica e un libretto. L'anno successivo sono tradotti in lingua inglese per il mercato americano e inglese. Nello stesso anno l'agenzia Identity Games International propone ai propri partner Escape Room: il gioco (Escape Room: The Game), in una confezione che propone quattro diversi enigmi e include un decoder computerizzato usato per controllare la corretta risoluzione degli enigmi. Il decoder funziona anche come timer, che segna il tempo rimanente alla soluzione dell'enigma ed emette un rumore crescente all'avvicinarsi della scadenza del tempo disponibile.
Nel 2017 la Space Cowboys/Asmodee pubblica Unlock!  scritto da Alice Carroll, Thomas Cauët e Cyril Demaegd composto inizialmente da tre avventure (una di ciascun autore), pubblicate separatamente negli Stati Uniti, ma raccolte in un'unica scatola nell'edizione europea. Ogni avventura ha un suo proprio mazzo di carte, colorate e numerate sul retro che bisogna esaminare per poter avanzare nel gioco. Una applicazione per cellulare viene utilizzata per scandire il tempo ed inserire codici. L'inserimento di un codice errato fa scorrere avanti il tempo. Il gioco ha vinto il premio francese As d'or 2017 come gioco dell'anno.